# Nicolai Thomsen Svendsen
Nicolai Thomsen Svendsen (* 10. August 1873 in Hjemstedt im Kirchspiel Scherrebek; † 14. Juli 1966 in Tondern) war ein schleswigscher Redakteur und Grenzpolitiker.

## Leben und Wirken
Nicolai Thomsen Svendsen war ein Sohn von Peter Andersen Svendsen (* 1832 in Hjemstedt; ebenda) und dessen Ehefrau Lese Margarethe, geborene Beck (1837–1913). Die Familie stammte von der Westküste Nordschleswigs.
Svendsen absolvierte das Lehrerseminar in Tondern und unterrichtete ab 1894 an mehreren Schulen, darunter in Brodersby und in Sande. 1896 wechselte er kurzzeitig an die Deutsche Schule St. Petri Kopenhagen und studierte an der dortigen Hochschule für Lehrer. 1899 holte ihn Hans Peter Hanssen zu seiner Zeitung Hejmdal in Apenrade. Ab 1904 leitete er die Zeitung Modersmaalet in Hadersleben.
Während der Volksabstimmung in Schleswig amtierte Svendsen als Haderslebener Bürgermeister. Dabei folgte er den gemäßigten Forderungen seines früheren Arbeitgebers Hanssen nach einer Ablösung Nordschleswigs vom Deutschen Reich und dessen Angliederung an Dänemark. Nach der Abstimmung arbeitete Svendsen als Amtsschulkonsulent in Tondern. Dabei half er in bedeutendem Umfang bei der Eingliederung der deutschen in die dänische Schulverwaltung. Diese verlief hier mit weniger Problemen als in anderen Orten der Region.
Nach dem Ende des Zweiten Weltkriegs nahm Svendsen während der Rechtsabrechnung mit der dort lebenden deutschen Minderheit eine gemäßigte Position ein.
Svendsen war verheiratet mit Gyge Knudsen (* 11. Februar 1878 in Wiesby Heedegard; † 1948).